# The Word
«The Word» es una canción de The Beatles que aparece por primera vez en su álbum de 1965, Rubber Soul.
Aunque es acreditada oficialmente a Lennon/McCartney como todas las demás canciones compuestas por el dúo (o alguno de los dos), la canción fue escrita principalmente por John Lennon y es una de las primeras canciones de Lennon en tratar de política, aunque las referencias de este tipo son obscurecidas por las referencias al amor. Pero es, sin embargo, un mensaje que dice que con amor podemos sobrepasar todas las fronteras (como en "All You Need Is Love").
Musicalmente, la canción se basa en unas cuantas notas con unos pocos cambios, y una melodía simple en re mayor.
George Martin toca el solo de armonio de la canción. McCartney, Lennon, y George Harrison cantan la canción en tres partes armónicas, con Lennon cantando los puentes.
Samples son incluidos en el álbum compilatorio Love grabado en noviembre del 2006, en la pista "Drive My Car"/"The Word"/"What You're Doing".

## Personal
- John Lennon – voz principal y coros, guitarra rítmica (Rickenbacker 325c64)
- Paul McCartney – armonía vocal, bajo (Rickenbacker 4001s) y piano (Challen Piano).
- George Harrison – armonía vocal y guitarra principal (Fender Stratocaster).
- Ringo Starr – batería (Ludwig Super Classic) y maracas.
- George Martin – Armonio.

Créditos por Ian MacDonald